# 加拿大國家鐵路
加拿大國家鐵路局（英語：Canadian National Railway, 代碼為），是一家加拿大的鐵路營業公司，其總部設立在加拿大魁北克省蒙特婁。以營收或規模而言，加拿大國家鐵路局為加拿大最大的鐵路公司。CN是一家上市公司，近22000名員工，2011年的市值達296億美元。

## 外部連結
- （英文）加拿大國家鐵路公司（页面存档备份，存于）
- （中文）加拿大國家鐵路公司（页面存档备份，存于）